# Tipula (Vestiplex) opilionimorpha aligera
Tipula (Vestiplex) opilionimorpha aligera is een ondersoort van de tweevleugelige Tipula (Vestiplex) opilionimorpha uit de familie langpootmuggen (Tipulidae). De ondersoort komt voor in het Oriëntaals gebied.